# Largo (Florida)

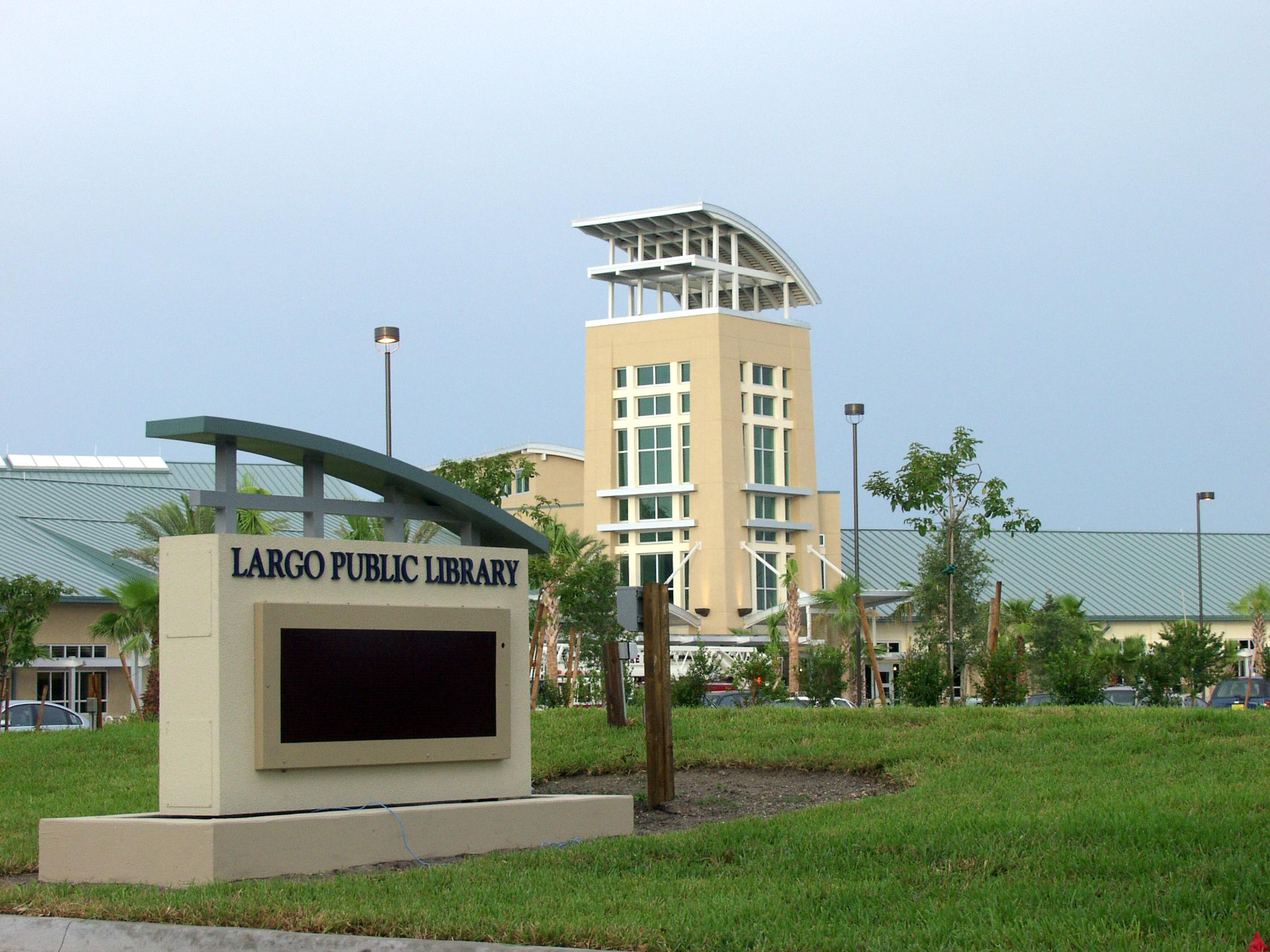
Veřejná knihovna Largo

Largo je třetí největší město ve floridském okrese Pinellas County ve Spojených státech amerických a čtvrté největší v oblasti Tampa Bay Area. V roce 2000 žilo ve městě 69 371 obyvatel, podle sčítání lidu 2014 vzrostla populace na 84 500 osob.
Largo byl založeno v roce 1905. Začalo jako venkovská zemědělská komunita a stalo se třetím největším městem v nejlidnatějším kraji Floridy.

## Největší zaměstnavatelé
| #  | Zaměstnavatel                                   | Zaměstnanci |
| -- | ----------------------------------------------- | ----------- |
| 1  | Pinellas County Sheriffs Office                 | 2 862       |
| 2  | Tech Data                                       | 2 012       |
| 3  | Largo Medical Center                            | 1 500       |
| 4  | Florida Suncoast Hospice                        | 1 100       |
| 5  | City of Largo                                   | 900         |
| 6  | SCC Soft Computer Inc                           | 800         |
| 7  | Palms of Largo                                  | 770         |
| 8  | Publix Supermarkets Inc                         | 644         |
| 9  | Pinellas County Schools Administration Building | 500         |
| 10 | Diagnostic Clinic Medical Group                 | 428         |

## Historie
Původní obyvatelé oblasti Largo byli indiáni kmene Tocobaga. Byli známí jako kultura Safety Harbor podle archeologických nálezů blízkosti dnešního města Safety Harbor. Španělé přišli na Floridu v 16. století. V 18. století byl kmen Tocobaga prakticky zničen na následky evropských chorob, úsilím o kolonizaci Španělskem a válčením mezi Španělskem a Anglií. Oblast Largo, stejně jako zbytek oblasti Pinellas, byla do značné míry opuštěná. V roce 1763 Španělsko postoupilo svrchovanost Floridy Spojenému království. V roce 1783 byla Florida opět pod španělskou nadvládou, v roce 1821 byla postoupena Spojeným státům americkým. V roce 1845 bylo zaměřeno jezero Lake Tolulu, zřejmě jižně od dnešní East Bay Drive a zhruba v místě, kde je dnes Largo Central Park Nature Preserve. Stezka přes mokřady v přírodní rezervaci Largo Central Park Nature Preserve prochází bývalým jezerem Largo.
Kolem roku 1852 se do oblasti Largo usadily rodiny Jamese a Daniela McMullena. McMullenové a další osadníci chovali skot, pěstovali citrusové plody a zeleninu a lovili. Během občanské války mnoho obyvatel Larga bojovalo za Konfederační státy americké. James a Daniel McMullen byli členy Cow Cavalry, která hnala dobytek z Floridy do Georgie a států Karolíny (dnes Jižní a Severní Karolína), aby podpořili válečné úsilí Konfederace. Ostatní obyvatelé oblasti sloužili na lodích, které prorážely blokádu pobřeží nebo sloužili v armádách Konfederace. Po válce se obyvatelé oblasti Largo vrátili k zemědělství, chovu dobytka a pěstování citrusů. V roce 1888 dorazila do oblasti železnice Orange Belt Railway. V této době bylo jezero Tolulu přejmenováno na jezero Largo a taktéž obec na západ od jezera na Largo.